# Symphlebia indistincta
Symphlebia indistincta är en fjärilsart som beskrevs av Rothschild 1909. Symphlebia indistincta ingår i släktet Symphlebia och familjen björnspinnare. Inga underarter finns listade i Catalogue of Life.